# Carlos Miguel Jiménez
Carlos Miguel Jiménez (Pilar, 5 de julio de 1914 – Asunción, 29 de agosto de 1970) fue un compositor y poeta paraguayo.

## Infancia y juventud
Carlos Miguel Jiménez nació en la ciudad de Pilar (Paraguay), el 5 de julio de 1914, hijo de Amalia Felisa Jiménez; su padre fue el inmigrante alemán Carlos Federico Brackebusch. Una vez en Asunción, estudió en el Colegio Nacional de la Capital, donde participó activamente en movimientos que reclamaban la defensa del Chaco.
Perseguido por sus ideas, fue confinado a la Isla Margarita (Paraguay). Allí, lejos de dejarse ganar por el abatimiento que significaba estar privado de su libertad y del libre ejercicio de sus derechos cívicos, fundó una pequeña escuela primaria para los otros reclusos y los hijos de éstos, siendo él mismo el maestro. 
Valiéndose de la casualidad, pudo escapar de su encierro y logró ganar la frontera con la Argentina. Estuvo primero en Resistencia, Chaco argentino, integrando junto a Julián Alarcón su conjunto “Los veteranos”, en 1936, y luego, en 1939, llegó a Buenos Aires.

## Primeros pasos
En la capital porteña conoció a grandes figuras del arte paraguayo con quienes alternó y logró trabajar su bellísima vena poética: José Asunción Flores, Mauricio Cardozo Ocampo y Félix Pérez Cardozo, entre otros.
El mensaje esperanzador y a la vez crítico de sus poemas hizo que se lo bautizara como “el poeta de la unidad nacional”. Su total desapego hacia las cosas materiales lo llevó a devenir en un menesteroso y a vivir de la caridad pública, sin que por ello perdiera su visión optimista acerca del futuro de su patria, a la que amó profunda y visceralmente.

## Trayectoria
Agustín Barboza, el gran maestro de la música popular paraguaya, que llevara a la canción algunos de sus más hermosos versos, dice de él en su libro autobiográfico “Ruego y Camino”: “Carlos Miguel Jiménez fue un sacerdote del idioma. Hizo un pacto con las musas que le permitió llegar a los niveles más profundos de la palabra y dueño de ese secreto le insufló el vuelo transparente de una gota de lluvia o el color encendido de las flores... Excelente poeta, aunque él dijese que era tan solo un verseador, supo captar en poemas dotados de escalas musicales la lírica luz de las estrellas, el verde extendido de nuestros campos, la belleza de la mujer y el canto entrecruzado de los arroyos y las aves.
Humanista decidido e identificado fielmente con el buen destino del hombre, nos cantó en versos claros y rotundos las penurias y las necesidades de nuestro pueblo y esa honradez y valentía le fueron pagadas con la prisión... 
Carlos Miguel Jiménez, que no se amilanaba por nada, se largó a los caminos a seguir buscando el sueño de todos. En su peregrinación encontró la soledad, la tristeza, el abandono y la miseria, y humano al fin se ofreció en holocausto de ceguera y aguardiente para que esa patria soñada fuese nuestra y para siempre”.

## Muerte
Falleció en Asunción el 20 de junio de 2005, ciego y en la más absoluta decadencia,

## Obras
Su producción como letrista en la historia de la música popular paraguaya es notable. Entre sus poemas musicalizados figuran: 
| Nombre                                                             |
| ------------------------------------------------------------------ |
| Alma vibrante                                                      |
| Flor de Pilar                                                      |
| Mi patria soñada                                                   |
| Sobre el corazón de mi guitarra                                    |
| Muchachita campesina                                               |
| Mis joyas de Buenos Aires (con Agustín Barboza)                    |
| Florecita de mi cielo                                              |
| Okaraguami aka sayju                                               |
| Golondrina fugitiva                                                |
| A mi rosa dormida                                                  |
| Che symi marangatupe                                               |
| Alondra feliz                                                      |
| En mi prisión de esmeralda                                         |
| Angel de la Sierra y “Virgen y flor (con Emilio Bobadilla Cáceres) |
| Herencia de tribu (con Miguel G. Rivero)                           |
| Punta Carapame Serratondive (con José Asunción Flores)             |
| Al corazón de mi reina (con Toledo Núñez)                          |
| La Venus cobriza (con Félix Pérez Cardozo)                         |
| Yvotyty Apyra'ỹ (con Prudencio Giménez)                            |
| Nanawa                                                             |
| Akoraygua mborayhu                                                 |
| Chokokue mborayhu (con Julián Alarcón)                             |

## Distinciones
Fundó y fue el primer presidente de la Asociación de Escritores Guaraníes (ADEG). El Ministerio de Defensa Nacional le confirió una Medalla de Reconocimiento.
Recibió el Premio Nacional de la Música en 1997 por su composición “Mi patria Soñada”.